# Cărpiniș (Roșia Montană), Alba

Cărpiniş pe Harta Iosefină, 1769-1773. Vatra satului este răsfirată de o parte și de alta a râului Abrud, de la Gura Roșiei până mai jos de Valea Vârtop. Pe vale, la intrarea în sat, se vede o moară de măcinat grâne ce se distinge între numeroasele șteampuri pentru exploatarea aurului. În mijlocul satului, pe o înălțime peste malul stâng, este marcată vechea biserică de lemn. Spre Abrud, Roșia și Vârtop sunt înălțate cruci de hotar.

Cărpiniș sau Cărpeniș, este un sat în comuna Roșia Montană din județul Alba, Transilvania, România.

## Așezare
Satul este răsfirat de-a lungul văii Abrudului.

## Istoric
Prima documentare scrisă cunoscută a așezării este Keorpenes, din 1595.

## Transporturi
Haltă de cale ferată a Mocăniței. Halta a fost oficial redenumită “Podu Mijii”, după numele podului din apropiere care trece peste apele râului Abrud.
“Mocănița” circulă ocazional între Abrud și Câmpeni (curse turistice locale), cu oprire și în această stație.

## Lăcașuri de cult
Biserica Sfânta Treime din Cărpiniș este lăcașul de cult al comunității ortodoxe din satul Cărpiniș, Alba, ridicat între anii 1914-18.
Biserica de zid actuală a înlocuit o biserică de lemn din 1784. Momentul ridicării noii biserici este surprins în pisania de la intrarea în pridvor: „S-a zidit pe spesele poporului 1914-1918. Pompiliu Piso, Todor Serb, Todor Sicoe, ep. Nicolae Sicoe, Chesa si Boclea Ionut intreprinz:”.
Un alt monument istoric este casa memorială Cloșca.

## Personalități

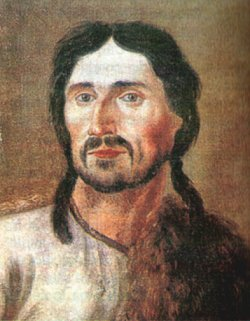
Cloşca

- Cătunul Șoal din Cărpiniș (Roșia Montană) este locul de naștere a lui Ion Oargă Cloșca (1747-85), cunoscut sub numele de Cloșca.
- Familia Șuluțiu de Cărpiniș, familie de români nobili de origine din acest sat, a dat cărturari de seamă precum episcopul greco-catolic Alexandru Sterca-Șuluțiu și tribunul pașoptist Ioan Sterca-Șuluțiu.

## Imagini de arhivă

Cărpinișan în Armata Română la Odesa (octombrie 1942)
Învățătoare refugiată din Basarabia
Oameni din Cărpiniș (aprilie 1944)
Familie de miner din Cărpiniș (1944-45)
Vifeli la nuntă în Șoal (septembrie 1958)
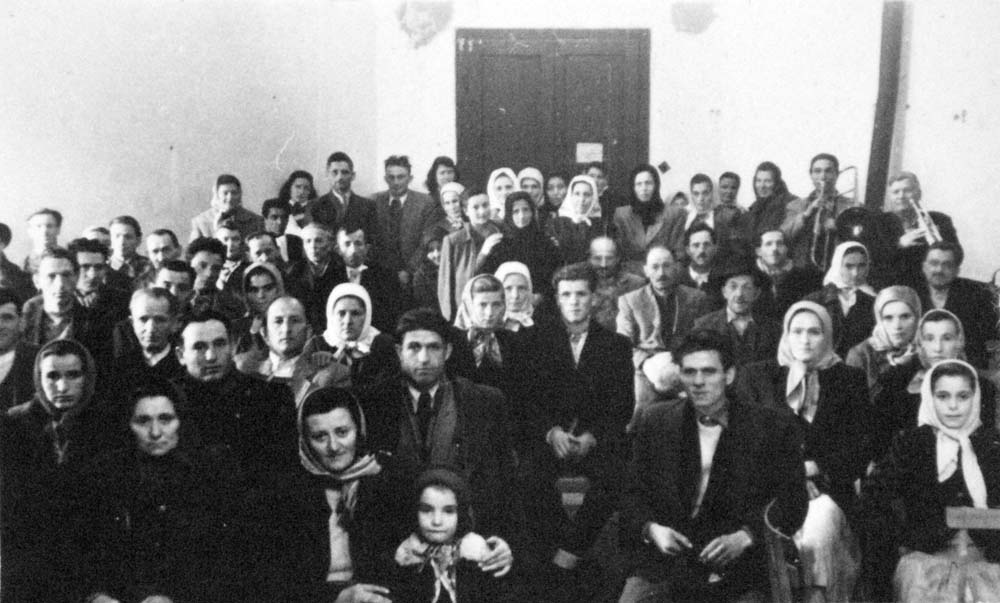
"Întovărășirea" din Cărpiniș (30 noiembrie 1958)
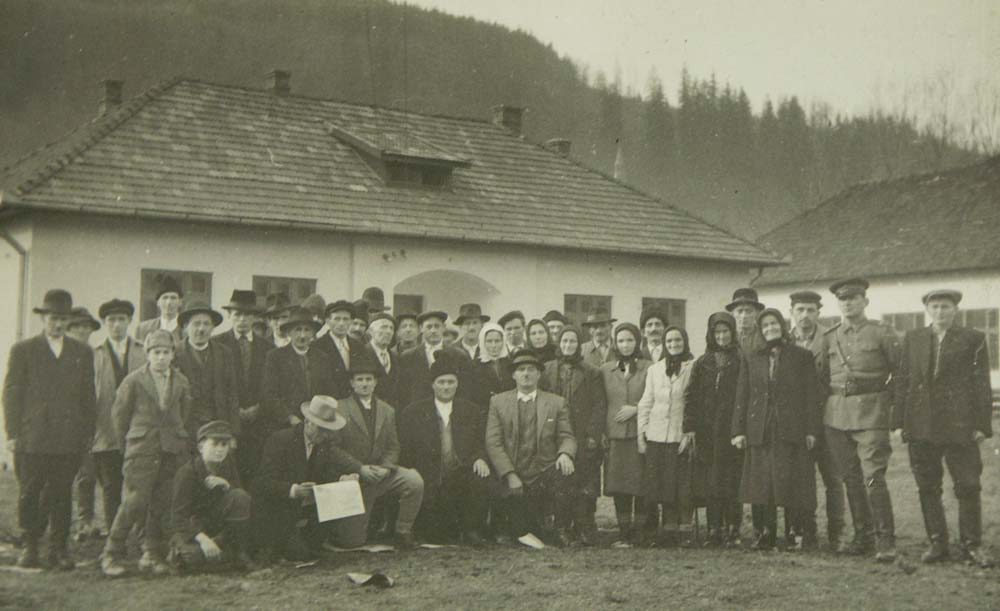
Inaugurarea dispensarului comunal (1960)
Nuntași în fața bisericii din Cărpiniș (anii 1960)
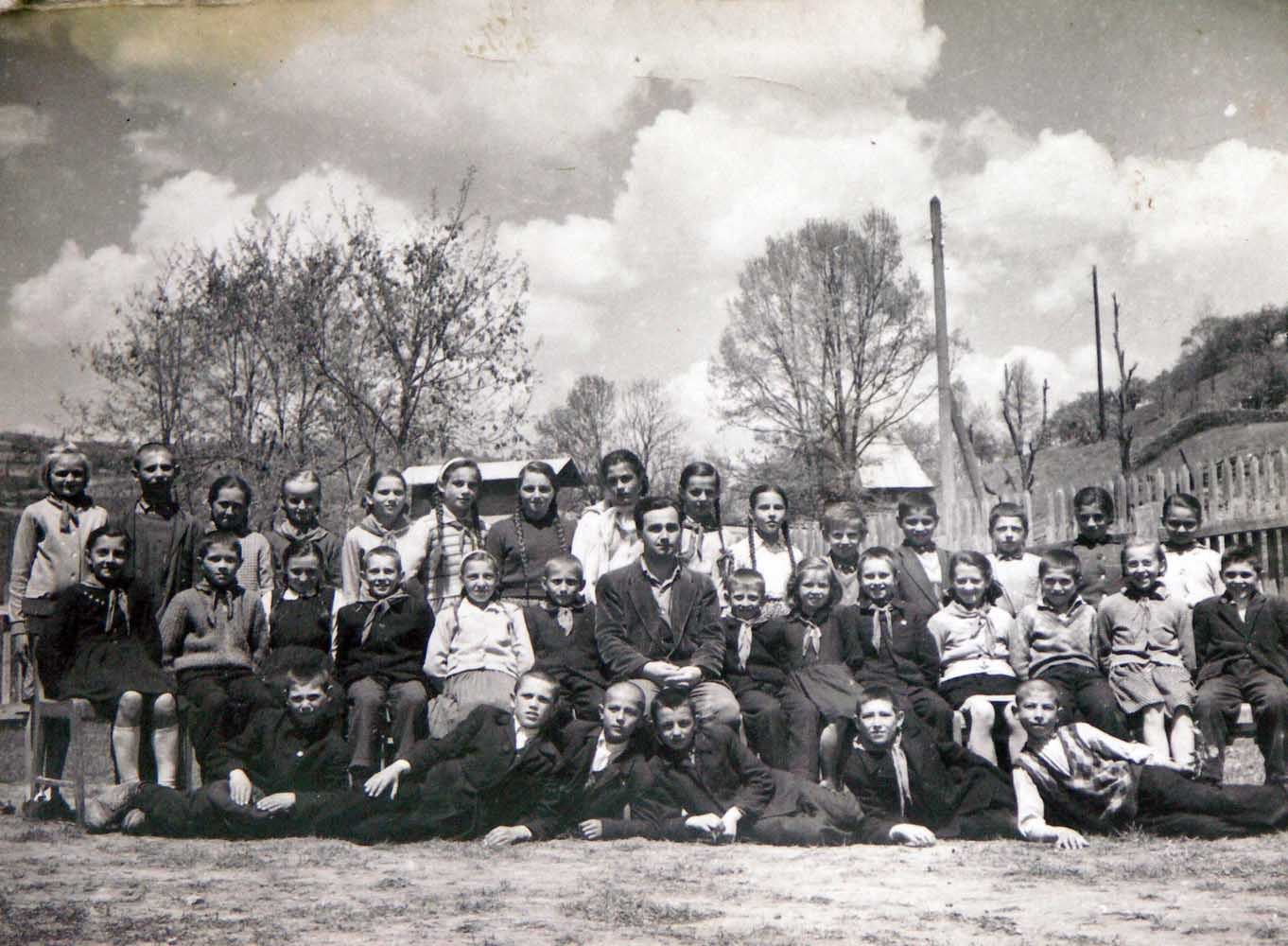
La școala din Cărpiniș (cca 1965)
Cărpinișeni la sărbătoare câmpenească (1967)
Inundațiile pe valea Abrudelului (anii 1970)
Înmormântare în Cărpiniș (1983)

## Imagini de azi

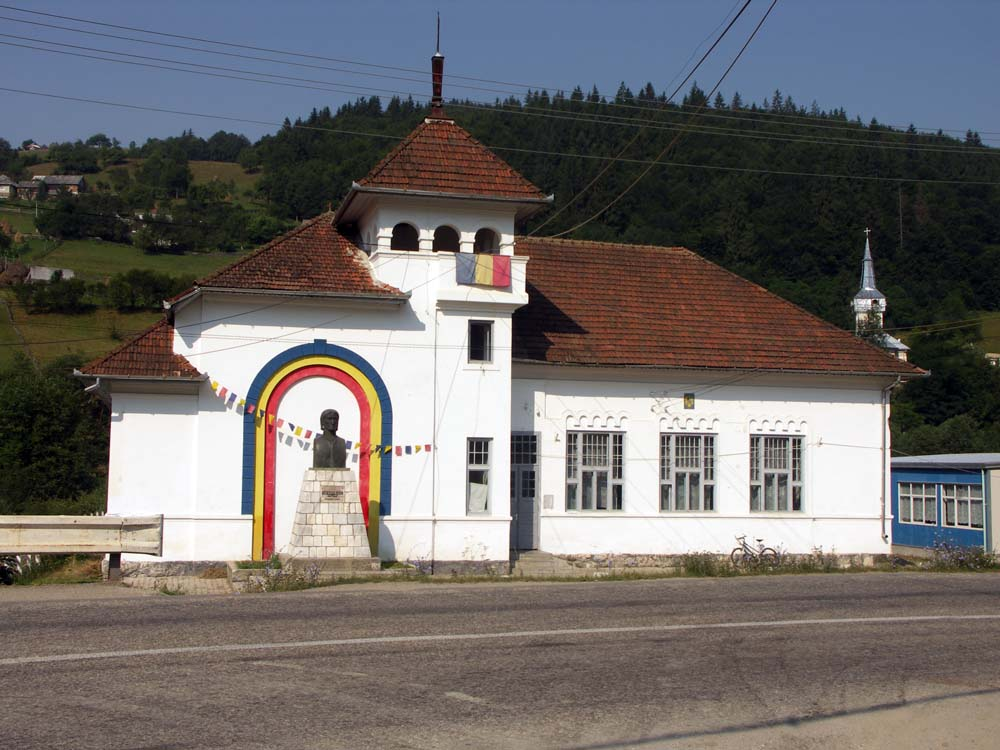
Căminul cultural (2007)
La strâns fânul, perspectivă pe valea Abrudelului (2007)
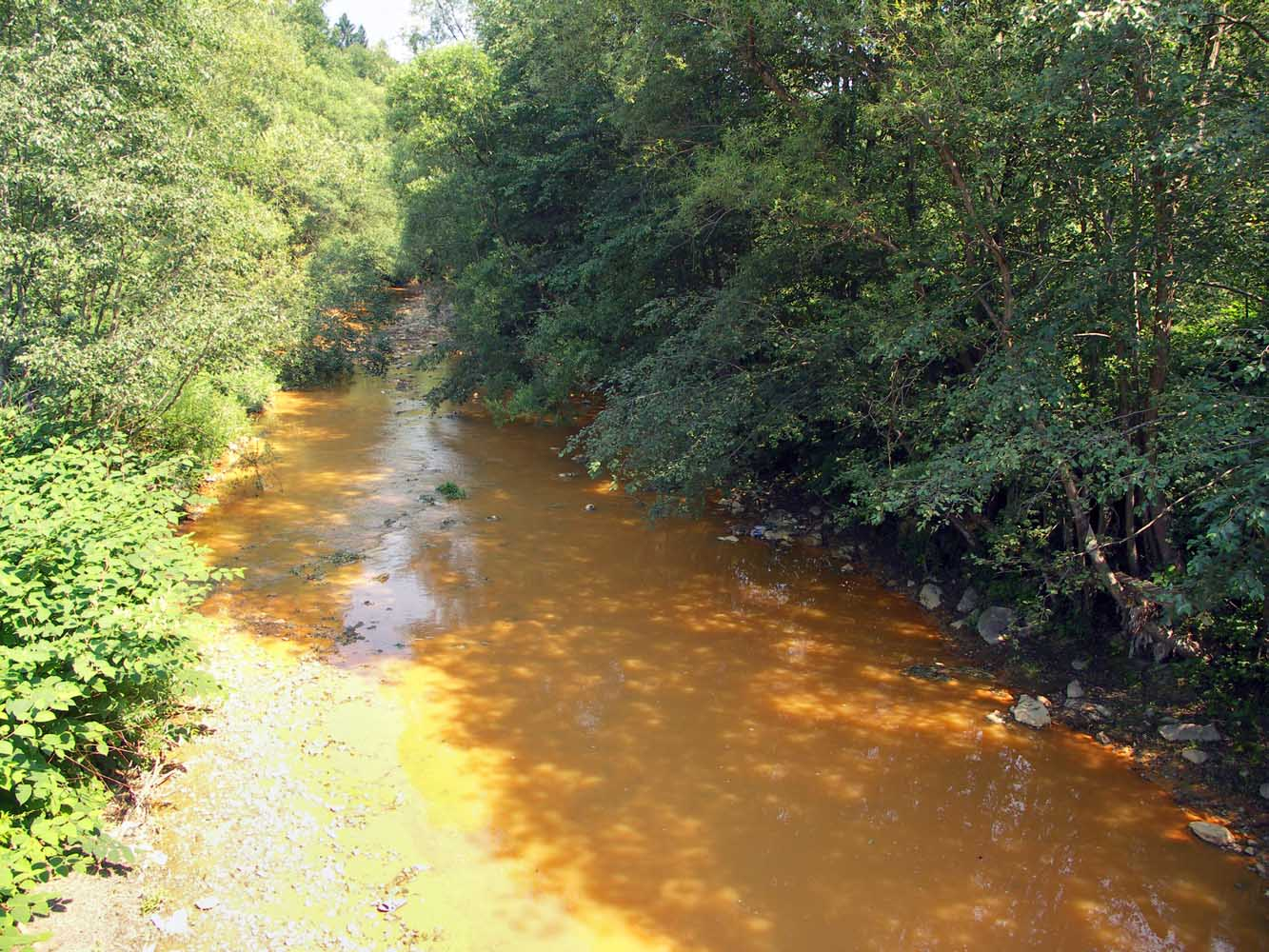
Apa poluată a Abrudelului (2007)
Canton ruinat lângă linia mocăniței (2007)
Cărpiniș-Șoal, la strânsul fânului pe înserat (2007)